# ویکی‌پدیای ییدیش
ویکی‌پدیای ییدیش نسخه زبان ییدیش وبگاه ویکی‌پدیا است.
این دانشنامه تا ۱۰ اکتبر ۲۰۱۱ با بیش‌از ۹٬۰۰۰ مقاله در رده صدویازدهم ویکی‌پدیاها قرار گرفته‌است.